# Avalofractus
Avalofractus abaculus es un fósil rangeomorfo con forma frondosa datado del Ediacárico. Se encontró en la Formación Trepassey, Spaniard's Bay, Terranova. 

## Morfología
Avalofractus presenta una forma corporal marcadamente fractal, con cuatro niveles de ramas alternas, pinnadas y casi perfectamente autosimilares. Medía unos 5 cm de largo en promedio, con un punto de apoyo de 1 cm de diámetro en la base de la fronda. La longitud del tallo es de entre un tercio y la mitad de la longitud total de la fronda. Es bastante similar a Rangea, aunque con diferencias morfológicas distintivas que justifican la creación de un nuevo género (por ejemplo, ausencia de colchas subsidiarias, elementos de las frondas libres para girar independientemente en lugar de estar unidos entre sí por una membrana). Un análisis de 2017 de fósiles de Avalofractus encontró que el crecimiento del animal y su morfología dependían de la cantidad de nutrientes, lo que sugiere que el fenotipo de los organismos ediacáricos era flexible en respuesta a las condiciones ambientales.

## Reproducción
Se ha sugerido que Avalofractus podría haber sido capaz de reproducción vegetativa: frondas sueltas podrían haberse desprendido y crecido, de forma similar a un esqueje de planta. Esto podría explicar la misteriosa falta de frondas rangeomorfas independientes menores de 10 mm en el registro fósil. Una sugerencia previa de que los individuos más jóvenes de Avalofractus estaban encerrados en una estructura similar a una vaina ha sido posteriormente descartada.